# Bayerische B III
Bayerische B III waren Lokomotiven der Königlich Bayerischen Staatsbahn.

## Beschreibung
Acht Exemplare wurden 1852 von Maffei geliefert, die restlichen zehn Maschinen kamen von Hartmann. Die Maschinen von Maffei hatten große Ähnlichkeit mit denen der Bauart A IV, welche im gleichen Zeitraum gefertigt wurden. Im Gegensatz zu den Exemplaren von Hartmann hatten diese Loks auch einen Dampfdom. Dieser wurden bei den Exemplaren von Hartmann erst später ergänzt. Alle Maschinen hatten einen Kessel der Bauart Crampton mit glatten Rohren und einen Kondensator der Bauart Kirchweger. Sie waren mit einem Schlepptender der Bauart 3 T 5 ausgestattet.
Folgende Lokomotiven der Gattung B III wurden im Einzelnen geliefert:
| Inv.-Nr. | Name            | Hersteller | Fabr.-Nr. | Baujahr | Abnahme       | Ausmust.      | Bemerkungen |
| -------- | --------------- | ---------- | --------- | ------- | ------------- | ------------- | ----------- |
| 88       | LINDAU          | Maffei     | 97        | 1852    | 30. Juli 1852 | 9. Jan. 1897  |             |
| 89       | BODENSEE        | Maffei     | 98        | 1852    | 6. Juli 1852  | 9. Jan. 1897  |             |
| 90       | GÜNZBURG        | Maffei     | 99        | 1852    | 13. Aug. 1852 | 12. Mai 1896  |             |
| 91       | BURGAU          | Maffei     | 100       | 1852    | 17. Aug. 1852 | 16. Okt. 1894 |             |
| 96       | MINDEL          | Maffei     | 101       | 1852    | 26. Aug. 1852 | 15. Mai 1887  |             |
| 97       | GÜNZ            | Maffei     | 102       | 1852    | 6. Sep. 1852  | Sep. 1891     |             |
| 98       | INN             | Maffei     | 103       | 1852    | 15. Sep. 1852 | Juli 1894     |             |
| 99       | PASSAU          | Maffei     | 104       | 1852    | 23. Sep. 1852 | 7. Nov. 1888  |             |
| 147      | HOCHSTADT       | Hartmann   | 41        | 1854    | Juli 1854     | 20. Apr. 1890 |             |
| 148      | KARLSTADT       | Hartmann   | 42        | 1854    | Aug. 1854     | 14. Aug. 1895 |             |
| 149      | GEMÜNDEN        | Hartmann   | 43        | 1854    | Aug. 1854     | 22. Okt. 1892 |             |
| 150      | LAUFACH         | Hartmann   | 45        | 1854    | Okt. 1854     | 17. Feb. 1892 |             |
| 151      | DINKELSCHERBEN  | Hartmann   | 46        | 1854    | Nov. 1854     | Jan. 1895     |             |
| 167      | SULZBACH        | Hartmann   | 54        | 1855    | Juni 1855     | 10. Dez. 1895 |             |
| 168      | SCHWANDORF      | Hartmann   | 55        | 1855    | Juni 1855     | 9. Jan. 1897  |             |
| 169      | SCHWARZENBACH   | Hartmann   | 56        | 1855    | Juli 1855     | 21. Okt. 1880 |             |
| 170      | BURGKUNDSTADT   | Hartmann   | 57        | 1855    | Sep. 1855     | Aug. 1890     |             |
| 171      | WASSERTRÜDINGEN | Hartmann   | 58        | 1855    | Okt. 1855     | 26. Mai 1893  |             |